# Pony Blues
Pony Blues (oftmals auch The Pony Blues) ist ein Bluessong des US-amerikanischen Delta-Blues-Sängers- und Gitarristen Charley Patton, den dieser 1929 bei Paramount Records aufnahm. Patton war zuvor vom Talentscout H. C. Speir vermittelt worden. Diese Aufnahmen fanden am 14. Juni 1929 statt. Wann Patton das Stück geschrieben hatte, ist unklar, da er zu Beginn seiner musikalischen Karriere jahrelang als Wandermusiker unterwegs gewesen war und auch später vieles Material on the road entstand. Als Charley Patton schließlich 1929 erstmals Aufnahmen machte, bestanden diese aus Songs, die Patton schon Jahre zuvor geschrieben und auch schon vor Publikum gespielt hatte.
Pony Blues wurde nicht nur für Patton selbst (einige heutige Blueshistoriker sprechen von seinem Magnum Opus), sondern auch für seinen Kollegen und Freund Son House zu einem Wiedererkennungsstück. House spielte sehr oft eine von ihm neuarrangierte Fassung des Stückes in Konzerten und kleineren Auftritten und nahm seine Fassung (er führte das Werk immer als The Pony Blues) mit Unterschieden mindestens dreimal nachweislich auf.
Auch andere Musiker versuchten sich an dem Stück. Neben Son House coverten auch Canned Heat, Big Joe Williams und 2010 die Jazz-Bluessängerin Cassandra Wilson dem Song. Pattons Originalfassung wurde hingegen in die Grammy Awards Hall of Fame aufgenommen.